# ベラのワンダフル・ホーム
『ベラのワンダフル・ホーム』（原題:A Dog's Way Home）は2019年にアメリカ合衆国で公開されたドラマ映画である。監督はチャールズ・マーティン・スミス、主演はアシュレイ・ジャッドが務めた。本作はW・ブルース・キャメロンが2012年に発表した小説『A Dog's Way Home』を原作としている。

## 概略
犬のベラは飼い主のルーカスと離ればなれになってしまった。ルーカスと再会するには400マイルもの距離を自力で移動する必要があった上に、道中には険しい山岳地帯が横たわっていた。絶望的な状況だったが、ベラは「ルーカスに会いたい」という一心で歩き始めた。その旅の途中、ベラは様々な人々と出会い、彼/彼女らに慰めや幸福を与えていった。本作はベラがルーカスに再会するまでの旅模様を描き出した作品である。

## キャスト
字幕版と吹替版が同時公開されているが、吹替え専門サイト『吹きカエル大作戦』では発売ソフト収録作品扱いとなっている。
| 役名       | 俳優                             | 日本語吹替 |
| ---------- | -------------------------------- | ---------- |
| テリー     | アシュレイ・ジャッド             | 髙梨愛     |
| ルーカス   | ジョナ・ハウアー＝キング         | 木村良平   |
| アクセル   | エドワード・ジェームズ・オルモス | 臼木健士朗 |
| オリヴィア | アレクサンドラ・シップ           | 志田有彩   |
| ベラ       | シェルビー (犬)                  |            |
| ベラの声   | ブライス・ダラス・ハワード       | 悠木碧     |
| ミカ       | ウェス・ステュディ               | 宮﨑聡     |
| ギャヴィン | バリー・ワトソン                 | 金城大和   |
| レオン     | タミー・ギリス                   |            |

## 製作
2017年11月7日、アシュレイ・ジャッドとエドワード・ジェームズ・オルモスが本作に出演するとの報道があった。2018年1月24日、バリー・ワトソンがキャスト入りした。

### 撮影
本作の主要撮影は2017年10月16日にバンクーバーで始まり、同年12月15日に終了した。

## マーケティング・興行収入
2018年10月12日、本作のオフィシャル・トレイラーが公開された。
本作は『レプリカズ』及び『人生の動かし方』と同じ週に封切られ、公開初週末に900万ドルから1000万ドルを稼ぎ出すと予想されていたが、実際の数字はそれを若干上回るものとなった。2019年1月11日、本作は全米3090館で公開され、公開初週末に1125万ドルを稼ぎ出し、週末興行収入ランキング初登場3位となった。

## 評価
本作は批評家から好意的に評価されている。映画批評集積サイトのRotten Tomatoesには76件のレビューがあり、批評家支持率は62%、平均点は10点満点で5.44点となっている。サイト側による批評家の見解の要約は「ファミリー層向けの動物ドラマが好きな人たちにとっても、『ベラのワンダフル・ホーム』は最高の一本ではないかもしれない。しかし、同作における犬の冒険譚は万人受けするものであり、ハートウォーミングなものでもある。」となっている。また、Metacriticには14件のレビューがあり、加重平均値は50/100となっている。なお、本作のCinemaScoreはA-となっている。